# Pillgramm
Pillgram o roulette polacca è un popolare gioco di carte di origine italiana e croata.
Prende il nome dalla città tedesca dove si è effettuata la prima partita (Pillgram) e dalla suspense che crea nei partecipanti rievocando i ricordi della roulette russa, ma in una versione incruenta.
Esistono varie versioni del Pillgram in base al numero di giocatori partecipanti, si gioca quindi con un mazzo di 10 carte (la più popolare) in caso di due giocatori, 18 carte nel caso di 3 giocatori e 28 carte nel caso di 4 giocatori.

## Scopo del gioco
Lo scopo è quello di scartare tutte le carte o di avere in mano una scala

## Svolgimento del gioco
Ad ogni turno del gioco del Pillgram il giocatore attivo può scartare una coppia di carte uguali od il tris, nel caso sia impossibilitato a scartare o nel caso in cui strategicamente non convenga scartare il giocatore può decidere di non farlo.
All'inizio o alla fine di ogni turno il giocatore attivo deve prendere una carta dalla mano dell'avversario, può farlo sia prima di scartare una coppia od il tris o anche dopo; nel caso in cui abbia già scartato non sarà possibile scartare nuovamente.
Nel caso in cui il tris sia l'unica combinazione di carte non ancora scartata, il giocatore avente in mano il minor numero di carte appartenenti a tale combinazione pescherà tutte le coppie già uscite.
Nel caso in cui un giocatore nel suo turno riesca ad avere una scala (3-4-5-6-7) può mostrarla e vince la partita.

## Regole del Gioco per 2 giocatori
- Le 10 carte sono (Jolly, 4-7-Jack, appartenenti al tris, 3-3, 5-5, 6-6)
- La scala è formata dalle carte 3-4-5-6-7
- Una volta a turno occorre prendere una carta dalla mano dell'avversario, può avvenire sia prima che dopo la fase di scarto
- Nel caso in cui rimanga solo il tris da scartare, il giocatore con in mano il minor numero di carte appartenenti al tris dovrà prendere tutte le carte scartate fino a quel punto